# مقاطعة بوتس (جورجيا)
مقاطعة بوتس (بالإنجليزية: Butts County)‏ هي إحدى المقاطعات في ولاية جورجيا في الولايات المتحدة الأمريكية.